# Mayo Methot
Mayo Jane Methot (Chicago, 3 de març de 1904 - Portland, 9 de juny de 1951) va ser una actriu de cinema i teatre estatunidenca. Va aparèixer en més de 30 pel·lícules, així com en diverses produccions de Broadway, tot i que va atraure una atenció important als mitjans pel seu tempestuós matrimoni amb l'actor Humphrey Bogart.
Va aparèixer en nombrosos musicals i obres de teatre de Broadway, inclòs el musical de Vincent Youmans Great Day (1929). Després va aparèixer en diversos papers secundaris per a Warner Brothers, sovint retratant dones dures. Els seus crèdits cinematogràfics inclouen la pel·lícula de misteri The Night Club Lady (1932), la comèdia Jimmy the Gent (1934) i el drama criminal Marked Woman (1937).
Methot va conèixer Humphrey Bogart al plató de Marked Woman, i els dos es van relacionar sentimentalment, casant-se el 1938. Methot va lluitar amb un alcoholisme sever i se li va diagnosticar esquizofrènia paranoide després d'un intent de suïcidi el 1943. Es va divorciar de Bogart el 1945 després de nombroses reconciliacions. Incapaç de guanyar força en la seva carrera cinematogràfica, va tornar al seu Portland natal, i el seu alcoholisme i depressió van empitjorar. Va morir per complicacions derivades de l'alcoholisme el 1951, als 47 anys.

## Vida i carrera

### 1904–1922: inicis i carrera professional

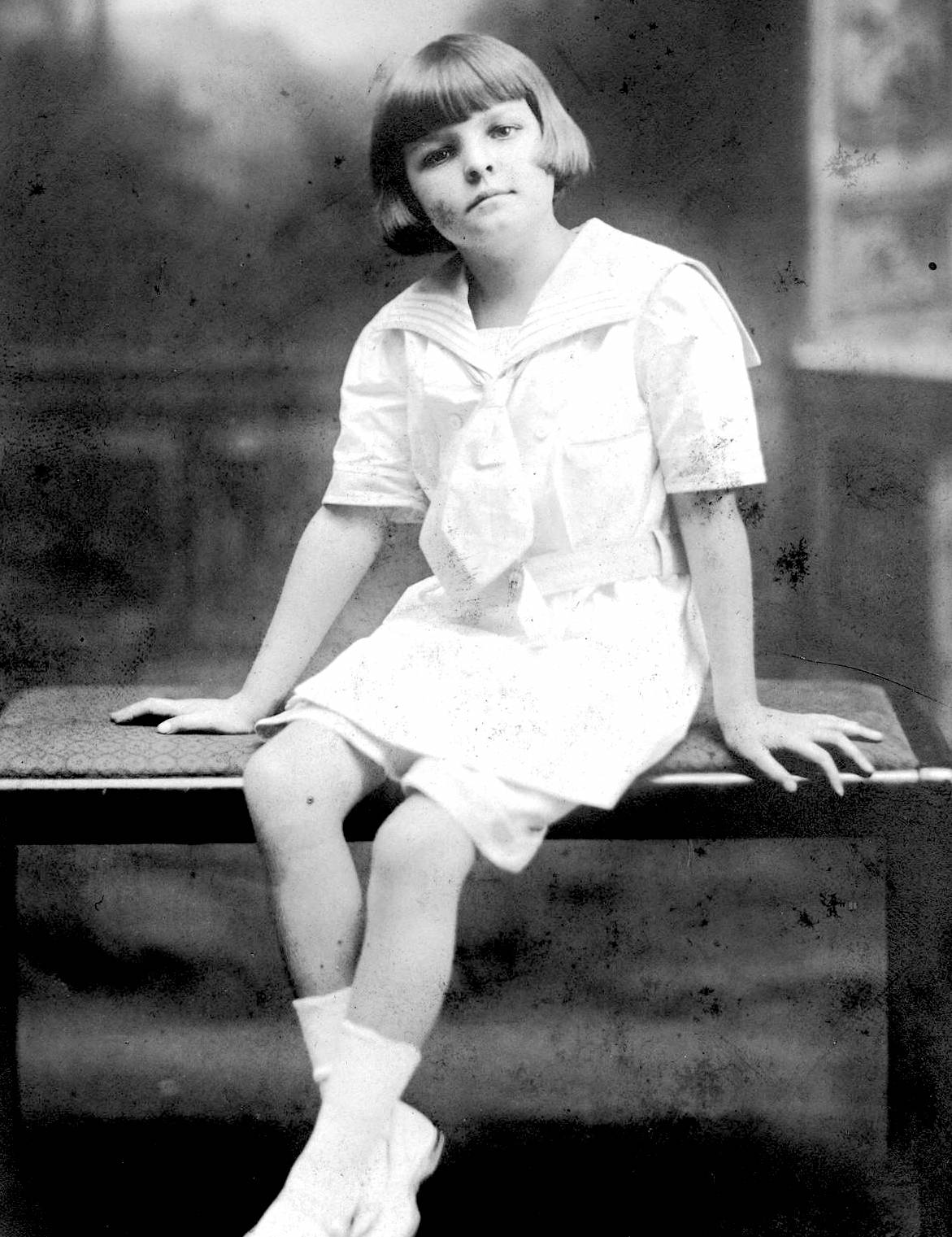
Methot als vuit anys

Mayo Jane Methot va néixer el 3 de març de 1904 a Chicago, Illinois,, filla única de Beryl Evelyn (de soltera Wood) i John Dillon "Jack" Methot, un capità del vaixell. Era descendent directa de Zachary Taylor, el 12è president dels Estats Units. Poc després del seu naixement, la família es va traslladar a Portland, Oregon, on es va criar Methot. Va mostrar una propensió per la literatura i per actuar de petita, memoritzant passatges de Romeu i Julieta. Va començar a actuar professionalment als escenaris als cinc anys, apareixent com a Josef en una producció de Portland de Sapho, al costat de Florence Roberts.
El 1912, Methot va protagonitzar David, un nen jove, en una producció de The Awakening of Helena Richie, a la Grand Opera House de Salem, Oregon. En un article que detallava l'obra, es va assenyalar: "La seva comprensió del que se li demana durant els assajos de les obres es considera molt inusual, mentre que els que l'han vist com a David a El despertar d'Helena Richie, són càlids en el seu elogi de la seva habilitat dramàtica". A la premsa que promocionava la producció, Methot, aleshores de vuit anys, va declarar que es va inspirar en l'actriu francesa Sarah Bernhardt. En aquesta època, va dir a la periodista Fay King de The Spectator : "Seré una bona actriu, si puc".

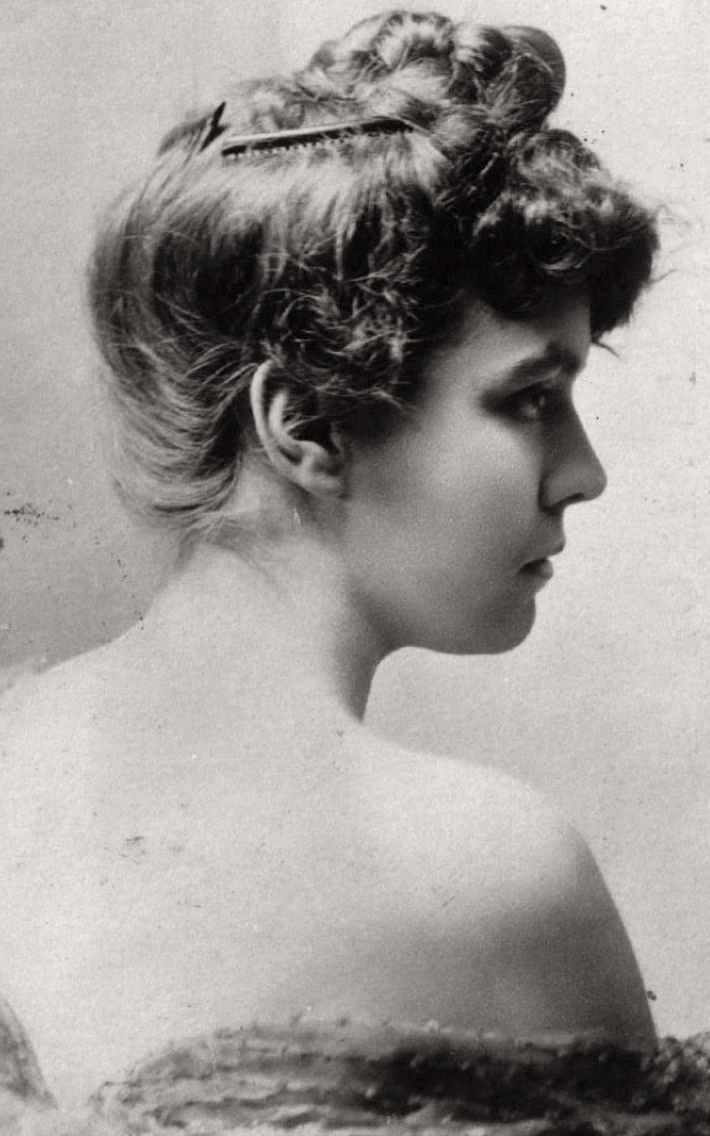
Postal de Mayo Methot c. 1922

Posteriorment, Methot va ser escollida per viatjar amb delegats seleccionats de Portland a Washington, DC, on va lliurar al president Woodrow Wilson un ram de flors. Methot va començar a actuar amb la Baker Stock Company amb seu a Portland als nou anys, i les seves freqüents aparicions en produccions de teatre locals li van valer el sobrenom de "The Portland Rosebud". El 1914, va debutar al cinema al costat de diversos actors de la Baker Stock Company en un curtmetratge en sèrie titulat Forgotten Songs, produït pels American Lifeograph Studios, amb seu a Portland. Al gener de 1916, va protagonitzar una producció de Baker Stock Company de The Littlest Rebel.
Després de graduar-se a la Miss Catlin's School el 1919, va seguir una carrera a temps complet amb la Baker Stock Company, apareixent en una producció d'agost de 1919 de Come Out of the Kitchen al costat de Verna Felton. Això va ser seguit per papers principals a Dawn o' the Mountains de la companyia (escenificada el maig de 1920), en què va retratar un adolescent; com a germana d'una núvia que busca un amant a Parlor, Bedroom and Bath (octubre de 1920); i a la comèdia That Girl Patsy, el maig de 1921.
Mentre apareixia en curtmetratges en sèrie produïts localment per al cineasta Robert C. Bruce (entre ells And Women Must Weep), Methot va conèixer el càmera Jack Lamond, un veterà de guerra, i els dos van començar un remolí romàntic a l'estiu de 1921. El 21 de setembre d'aquell any, es van casar a l'església episcopal de Saint Luke a Vancouver, Washington. Methot va continuar actuant en produccions locals amb la Baker Stock Company, inclosa Linger Longer Letty el novembre de 1921, i en un revival de Parlor, Bedroom and Bath el març de 1922. El novembre de 1922, Methot i Lamond es van traslladar a la ciutat de Nova York, on Lamond treballava a Cosmopolitan Productions.

### 1923–1929: carrera a Broadway

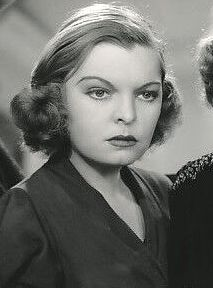
Mayo Methot el 1937

Poc després de la seva arribada a Nova York, Methot va començar a aparèixer a Broadway, la seva primera producció va ser The Mad Honeymoon del director William Brady l'estiu de 1923. Tot i que l'obra va rebre crítiques desfavorables de la crítica, Mayo va ser l'únic membre del repartiment que no va rebre crítiques per la seva actuació.
Basada en la seva actuació a The Mad Honeymoon, Methot va ser la protagonista femenina de Leola Lane a la producció de George M. Cohan de The Song and Dance Man, que es va estrenar la nit de Cap d'Any de 1923. El 1924, va aparèixer com a núvia en una producció de Filadèlfia de The Haunted House d'Owen Davis. L'any següent, va tornar a Broadway com Phyllis Halladay a Alias the Deacon, al costat de Berton Churchill. Això va ser seguit per una producció de 1927 de The Medicine Man, posada en escena per Sam H. Harris al New Cort Theatre de Queens, Nova York. El 30 de desembre de 1927, Methot i Lamond es van divorciar, després que ella afirmés que l'havia abandonat el 1925.
L'actuació de Methot com Florence Wendell en una producció de Broadway de l'hivern de 1929 de All the King's Men va obtenir els elogis de Donald Mulhern de la Brooklyn Standard Union, que va escriure que "maneja les seves escenes emocionals amb art i calidesa i fa que la dona sigui molt real". Posteriorment va originar un paper al musical de Vincent Youmans/Billy Rose Great Day (1929), introduint l'estàndard "More Than You Know" i diversos altres. La seva actuació posterior a Half Gods (també el 1929) al Plymouth Theatre va guanyar elogis de la crítica, amb Alvin Kayton de The Brooklyn Citizen escrivint: "Com Hope Ferrier, Mayo Methot, recentment a Youmans' Great Day, va ser extraordinàriament capaç d'expressar el seu paper amb una emoció i comprensió que feien que Hope semblés gairebé real. Dubtem que el paper s'hagués pogut millorar."

### 1930–1937: trasllat a Hollywood

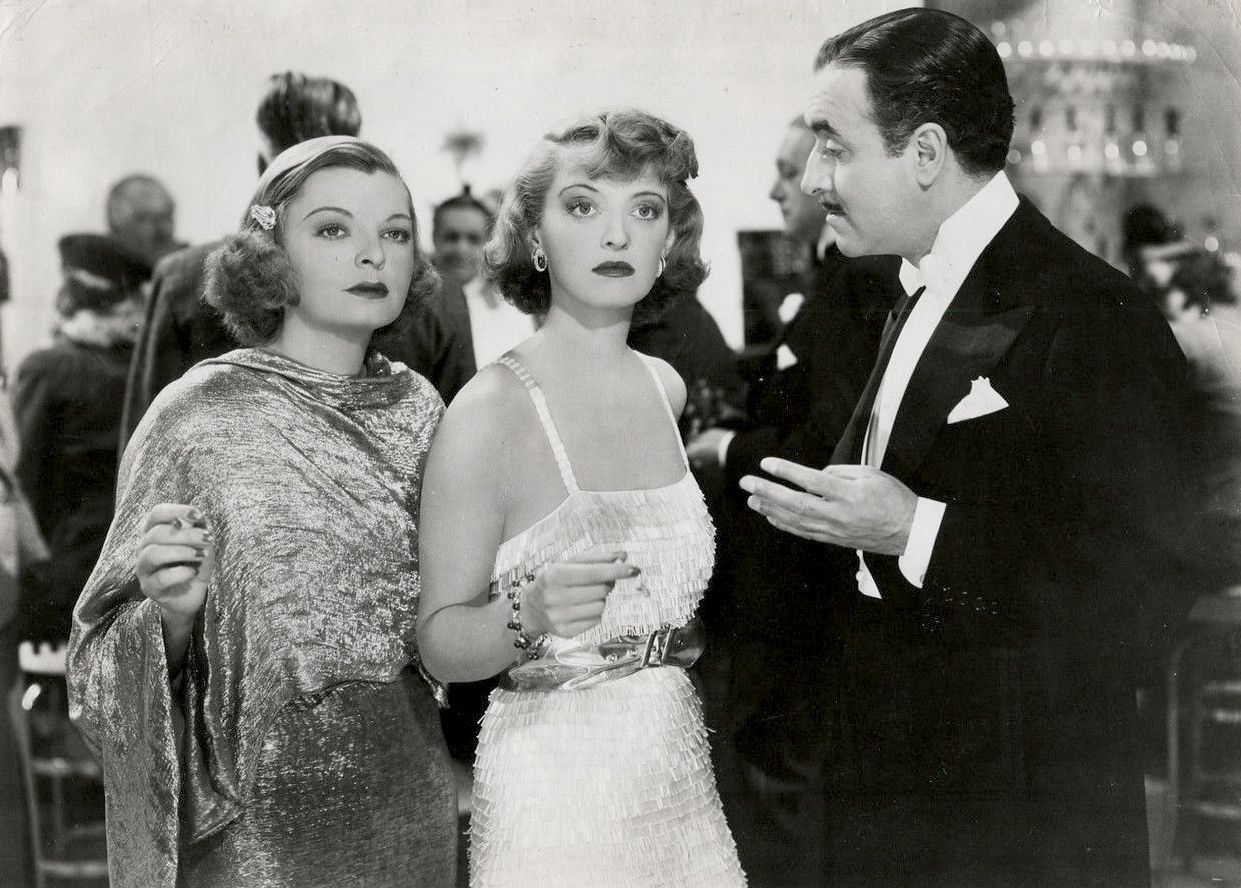
Methot amb Bette Davis a Marked Woman (1937)

Methot es va traslladar a Hollywood el 1930, amb l'esperança de passar de l'escenari a una carrera al cinema. Va tenir el seu primer paper parlat important a la pel·lícula de gàngsters de United Artists Corsair (1931). El 28 de novembre de 1931, Methot es va casar amb Percy T. Morgan, un magnat del petroli i copropietari amb John "Jack" Morgan, del Cock n. Restaurant Bull al Sunset Boulevard de Hollywood, lloc de naixement del Moscow Mule.
El 1932, després de signar un contracte amb Warner Bros., Methot va protagonitzar The Night Club Lady, un misteri d'assassinat coprotagonitzat per Adolphe Menjou. El que va seguir va ser una llarga sèrie de papers com a segons papers poc simpàtics i "dames" de parla dura en molts dels melodrames del crim contemporanis de Warner, com The Mind Reader i Counselor at Law de William Wyler(tots dos de 1933), així com Jimmy the Gent (1934) al costat de Jimmy Cagney i Bette Davis. El 1934, va tenir papers en tres llargmetratges de First National Pictures: primer com a infermera al drama Registered Nurse, seguit de papers secundaris a Side Streets i Mills of the Gods.
Methot va seguir amb papers menors a la pel·lícula de misteri de Perry Mason El cas de la núvia curiosa, i com a gàngster a la pel·lícula criminal Dr. Socrates (ambdues estrenades el 1935). Posteriorment va participar en el drama criminal Marked Woman (1937), protagonitzant de nou al costat de Davis i Humphrey Bogart. Methot es va divorciar del seu marit, Percy Morgan, el febrer de 1937, afirmant que no li permetria acceptar un paper d'actriu a la ciutat de Nova York.

### 1938–1944: Matrimoni amb Humphrey Bogart

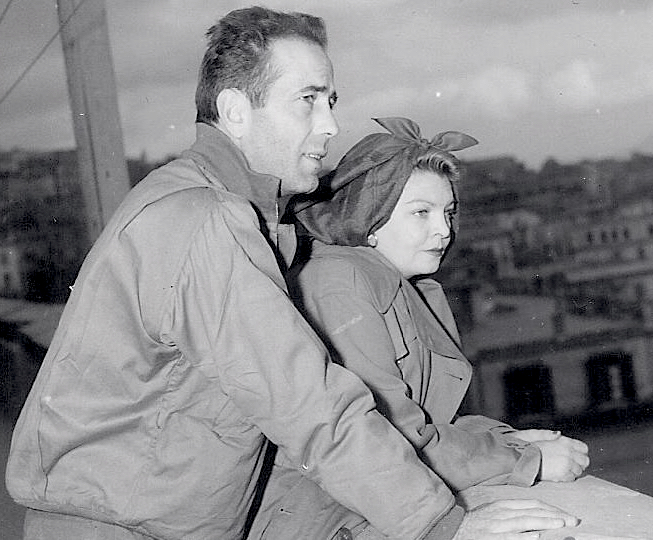
Bogart i Methot visitant Nàpols el 1943

Methot es va relacionar sentimentalment amb Humphrey Bogart després de protagonitzar amb ell Marked Woman. La parella es va casar el 28 d'agost de 1938 a Beverly Hills. Bogart s'havia casat amb les actrius Helen Menken i Mary Philips abans de casar-se amb Methot, i va culpar els seus divorcis anteriors a la carrera de les seves dones i les seves llargues separacions. Dos anys després de casar-se Methot i Bogart, Methot va deixar d'actuar. Els dos es van convertir en una parella d'alt perfil de Hollywood, però no va ser un matrimoni tranquil. Tots dos bevien molt, i Methot es va guanyar una reputació pels seus excessos violents quan estava sota la influència de l'alcohol. Van ser coneguts a la premsa com "The Battling Bogarts", amb Methot coneguda, a causa de la seva combativitat, com "Sluggy". Més tard, Bogart va anomenar el seu iot a motor Sluggy en el seu honor. Després que Methot va intentar suïcidar-se el 1943, Bogart la va instar a visitar un psiquiatre i, en fer-ho, li van diagnosticar esquizofrènia paranoide.
Durant la Segona Guerra Mundial, els Bogart van viatjar per Europa entretenint les tropes. En un moment dels seus viatges durant la guerra, els Bogart es van reunir amb el director John Huston a Itàlia. Durant una nit de beguda intensa, Methot va insistir que tothom l'escoltés interpretar una cançó. Tot i que van intentar persuadir-la de desistir, va cantar igualment. L'actuació va ser tan dolenta i vergonyosa que Huston i Bogart la van recordar diversos anys després i van basar una escena de Kayo Largo (1948) en l'incident. És l'escena en què la núvia alcohòlica (interpretada per Claire Trevor) del mafiós (interpretat per Edward G. Robinson) canta " Moanin' Low" desapegada i intoxicada.

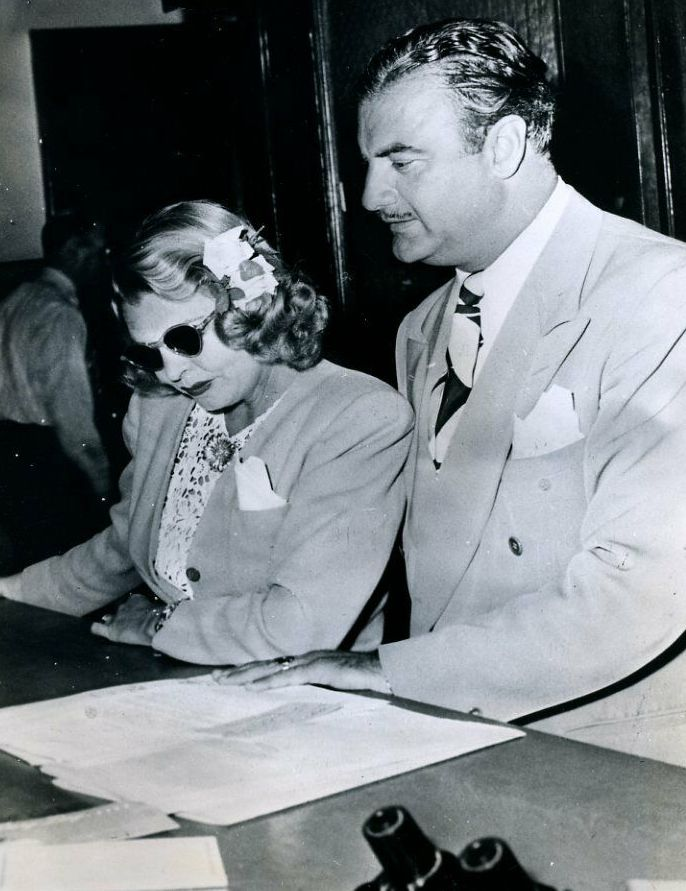
Methot amb el seu advocat durant la presentació del seu divorci de Bogart, 1945

Nombroses batalles van tenir lloc a la residència de Hollywood de la famosa parella, sobrenomenada Sluggy Hollow, inclosa una en què Methot va apunyalar a Bogart a l'espatlla, i una altra en què els dos es van colpejar al cap amb ampolles de whisky. L'actriu Gloria Stuart —una amiga de Bogart i Methot— va recordar, en els seus darrers anys, assistir a un sopar en què Methot, borratxa, va blandir una pistola i va amenaçar amb disparar a Bogart. Stuart també va recordar haver vist Methot amb contusions a la cara en diverses ocasions, i haver presenciat baralles físiques entre la parella, inclosa una en què Bogart li va treure el vestit de Methot. La parella es va separar i es va reconciliar diverses vegades al llarg del seu matrimoni.
Mentre filmava To Have and Have Not el 1943, Bogart es va enamorar de la seva companya de 19 anys Lauren Bacall i la parella va començar una aventura. Methot es va adonar de l'afer i visitava sovint el plató. Bogart va intentar salvar el matrimoni però l'alcoholisme de Methot es va intensificar així com la seva lluita. Bogart va anunciar que s'havia mudat de la casa de la parella el 19 d'octubre de 1944. El 30 d'octubre, Bogart va anunciar que s'havia reconciliat amb Methot i que "se'n tornaria a casa. [. . . ] En altres paraules, tornarem a les nostres batalles normals." La reconciliació va resultar de curta durada; Methot va anunciar que Bogart s'havia mudat de casa una altra vegada el 3 de desembre de 1944.

### 1945–1951: decadència de la carrera i retorn a Oregon
Methot va sol·licitar el divorci el 10 de maig de 1945 en un tribunal de Las Vegas. El divorci es va concedir una hora després que ella presentés el decret. Bogart es va casar amb Lauren Bacall el 21 de maig de 1945. Després del divorci, Methot es va retirar de la vista pública durant diversos mesos, i va passar un període a Malabar Farm State Park (la ubicació del casament de Bogart i Bacall).
L'agost de 1945, Methot va intentar reprendre una carrera escènica a Nova York. No obstant això, no va poder renovar la carrera a que havia abandonat i es va quedar tancada en un patró d'alcoholisme i depressió. A finals de la dècada de 1940, es va traslladar a Oregon on la seva mare va ajudar a tenir cura d'ella.

## Mort
Methot va morir el 9 de juny de 1951 a l'Hospital Holladay Park de Portland. Tot i que la premsa de l'època va informar que Methot va morir durant una cirurgia no especificada, la seva causa real de mort es va atribuir a l'alcoholisme agut. Methot va deixar la seva propietat, per un total de 50.000 dòlars (equivalent a 500.538 dòlars el 2020) a la seva mare Evelyn. A més, va cedir la seva biblioteca personal de llibres clàssics a la Catlin Gabel School, la seva alma mater, així com un fons de beques per a la institució.
Les restes de Methot estan enterrades al Portland Memorial Mausoleum al barri de Sellwood de Portland, Oregon, juntament amb els seus pares. Bogart va continuar enviant flors a la cripta de Methot fins a la seva mort el 1957.

## Filmografia
| Any  | Títol                         | Paper                    | Notes                                                        | Ref.   |
| ---- | ----------------------------- | ------------------------ | ------------------------------------------------------------ | ------ |
| 1916 | Forgotten Songs               |                          | Sèrie de curtmetratges                                       | [ 14 ] |
| 1922 | And Women Must Weep           |                          | Sèrie de curtmetratges                                       | [ 20 ] |
| 1923 | Unseeing Eyes                 | Extra                    | No acreditada                                                | [ 74 ] |
| 1930 | Taxi Talks                    |                          | Curtmetratge                                                 | [ 75 ] |
| 1931 | Corsair                       | Sophie                   |                                                              | [ 34 ] |
| 1932 | The Night Club Lady           | Lola Carewe              |                                                              | [ 34 ] |
| 1932 | Vanity Street                 | Fern                     |                                                              | [ 34 ] |
| 1932 | Virtue                        | Lil Blair                |                                                              | [ 34 ] |
| 1932 | Afraid to Talk                | Marge Winters            | Títol alternatiu: Merry-Go-Round                             | [ 34 ] |
| 1933 | The Mind Reader               | Jenny                    |                                                              | [ 34 ] |
| 1933 | Lilly Turner                  | Mrs. Durkee              | No ancreditada                                               | [ 34 ] |
| 1933 | Goodbye Love                  | Sandra Hamilton          |                                                              | [ 34 ] |
| 1933 | Counsellor at Law             | Zedorah Chapman          |                                                              | [ 34 ] |
| 1934 | Jimmy the Gent                | Gladys Farrell           |                                                              | [ 34 ] |
| 1934 | Harold Teen                   | Sally LaSalle            | Títol alternatiu: Dancing Fool                               | [ 34 ] |
| 1934 | Registered Nurse              | Infermera Gloria Hammond |                                                              | [ 34 ] |
| 1934 | Side Streets                  | Maizie Roach             | Títol alternatiu: A Woman in Her Thirties                    | [ 34 ] |
| 1934 | Mills of the Gods             | Sarah                    |                                                              | [ 34 ] |
| 1935 | The Case of the Curious Bride | Mrs. Florabelle Lawson   |                                                              | [ 34 ] |
| 1935 | We're in the Money            | Paper menor              | (escenes esborrades)                                         | [ 34 ] |
| 1935 | Dr. Socrates                  | Muggsy, Red's Moll       |                                                              | [ 34 ] |
| 1936 | Mr. Deeds Goes to Town        | Mrs. Semple              | No acreditada                                                | [ 34 ] |
| 1936 | The Case Against Mrs. Ames    | Cora Lamont              |                                                              | [ 34 ] |
| 1937 | Marked Woman                  | Estelle Porter           |                                                              | [ 34 ] |
| 1938 | Women in Prison               | Daisy Saunders           |                                                              | [ 34 ] |
| 1938 | Numbered Woman                | Vicki                    | Títol alternatiu: Private Nurse                              | [ 34 ] |
| 1938 | The Sisters                   | Blonde                   |                                                              | [ 34 ] |
| 1939 | Should a Girl Marry?          | Betty Gilbert            |                                                              | [ 34 ] |
| 1939 | Unexpected Father             | Ethel Stone              | Títol alternatiu: Sandy Takes a Bow                          | [ 34 ] |
| 1939 | A Woman Is the Judge          | Gertie                   |                                                              | [ 34 ] |
| 1940 | Brother Rat and a Baby        | Noia al autobús          | Títol alternatiu: Baby Be Good, (darrer paper en pel·lícula) | [ 34 ] |

## Selecció de crèdits al teatre
| Any  | Títol                          | Paper                | Notes                                 | Ref.   |
| ---- | ------------------------------ | -------------------- | ------------------------------------- | ------ |
| 1909 | Sapho                          | Josef                |                                       | [ 10 ] |
| 1912 | The Awakening of Helena Richie | David                | Grand Opera House, Salem, Oregon      | [ 10 ] |
| 1913 | Salvation Nell                 |                      | Baker Stock Company, Portland, Oregon | [ 14 ] |
| 1913 | The Builders                   |                      | Baker Stock Company, Portland, Oregon | [ 14 ] |
| 1913 | Mary Jane's Pa                 |                      | Baker Stock Company, Portland, Oregon | [ 14 ] |
| 1914 | As a Man Thinks                |                      | Baker Stock Company, Portland, Oregon | [ 76 ] |
| 1914 | A Fool There Was               |                      | Baker Stock Company, Portland, Oregon | [ 76 ] |
| 1914 | The Littlest Rebel             | Virgie Cary          | Baker Stock Company, Portland, Oregon | [ 76 ] |
| 1916 | On Trial                       |                      | Baker Stock Company, Portland, Oregon | [ 76 ] |
| 1916 | The Littlest Rebel             | Virgie Cary          | Baker Stock Company, Portland, Oregon | [ 76 ] |
| 1919 | The Littlest Rebel             | Virgie Cary          | Baker Stock Company, Portland, Oregon | [ 77 ] |
| 1919 | Come Out of the Kitchen        | Claudia Daingerfield | Baker Stock Company, Portland, Oregon | [ 16 ] |
| 1920 | Dawn o' the Mountains          | Bub McNair           | Baker Stock Company, Portland, Oregon | [ 78 ] |
| 1920 | Parlor, Bedroom and Bath       | Angelica Irving      | Baker Stock Company, Portland, Oregon | [ 18 ] |
| 1921 | That Girl Patsy                | Patricia Davis       | Baker Stock Company, Portland, Oregon | [ 19 ] |
| 1921 | Linger Longer Letty            | Nancy                | Baker Stock Company, Portland, Oregon | [ 79 ] |
| 1922 | Parlor, Bedroom and Bath       | Angelica Irving      | Baker Stock Company, Portland, Oregon | [ 24 ] |
| 1923 | The Mad Honeymoon              | Marie Wilson         | Playhouse Theatre                     | [ 27 ] |
| 1923 | The Song and Dance Man         | Leola Lane           | Hudson Theatre                        | [ 27 ] |
| 1924 | The Haunted House              | The Bride            | Broad Street Theatre, Philadelphia    | [ 28 ] |
| 1925 | Alias the Deacon               | Phyllis Halliday     | Sam H. Harris Theatre                 | [ 27 ] |
| 1927 | The Medicine Man               |                      | New Cort Theatre, Jamaica, Queens     | [ 30 ] |
| 1927 | What Ann Brought Home          | Ann                  | Wallack's Theatre                     | [ 27 ] |
| 1928 | The Song Writer                | Patricia Thayer      | 48th Street Theatre                   | [ 27 ] |
| 1929 | All the King's Men             | Florence Wendell     | Fulton Theatre                        | [ 27 ] |
| 1929 | Now-A-Days                     | Paula Newhall        | Forrest Theatre                       | [ 27 ] |
| 1929 | Great Day                      | Emma Lou Randolph    | Cosmopolitan Theatre                  | [ 27 ] |
| 1929 | Half Gods                      | Hope Ferrier         | Plymouth Theatre                      | [ 27 ] |
| 1930 | Torch Song                     | Ivy Stevens          | Plymouth Theatre                      | [ 27 ] |
| 1931 | Torch Song                     |                      | El Capitan Theatre                    | [ 26 ] |
| 1935 | Strip Girl                     | Dixie Potter         | Longacre Theatre                      | [ 80 ] |